# Боргата Форчела (Ријети)
Боргата Форчела је насеље у Италији у округу Ријети, региону Лацио.
Према процени из 2011. у насељу је живело 93 становника. Насеље се налази на надморској висини од 528 м.